# Johan Alcén
Johan Alcén (* 11. März 1988 in Sandviken) ist ein schwedischer Eishockeyspieler, der seit August 2015 bei Brynäs IF in der Svenska Hockeyligan unter Vertrag steht.    

## Karriere
Johan Alcén begann seine Karriere als Eishockeyspieler in seiner Heimatstadt beim Sandvikens IK, für den er in der Saison 2003/04 sein Debüt in der viertklassigen Division 2 gab. Anschließend wechselte er in den Nachwuchsbereich des Erstligisten Brynäs IF, für den er erstmals in der Saison 2005/06 in der Elitserien auflief, wobei der Angreifer in seinem Rookiejahr in drei Spielen punkt- und straflos blieb. In der folgenden Spielzeit erhielt er deutlich mehr Eiszeit bei Brynäs, für das er in insgesamt 33 Spielen auflief. Zudem absolvierte der Rechtsschütze, der zudem immer noch für die U20-Junioren Brynäs' spielberechtigt war, zwei Partien in der zweitklassigen HockeyAllsvenskan für den IFK Arboga. Daraufhin wurde er im NHL Entry Draft 2007 in der siebten Runde als insgesamt 195. Spieler von den Colorado Avalanche ausgewählt. Zunächst blieb Alcén jedoch beim Brynäs IF, mit dem er in der Saison 2007/08 den Klassenerhalt erreichte. In der entscheidenden Kvalserien trug der Junioren-Nationalspieler mit einem Tor und zwei Vorlagen zum Erfolg seiner Mannschaft bei.  
Für die Saison 2009/10 wechselte Alcén innerhalb der Elitserien zu Rögle BK. Die folgende Spielzeit verbrachte er beim Zweitligisten Leksands IF, ehe er zur Saison 2011/12 zu dessen Ligarivalen Mora IK wechselte. Nach insgesamt vier Spielzeiten dort, kehrte er im Sommer 2015 zu Brynäs IF in die Svenska Hockeyligan zurück. 

### International
Für Schweden nahm Alcén an der U20-Junioren-Weltmeisterschaft 2008 teil, bei der er mit seiner Mannschaft den zweiten Platz belegte.

## Erfolge und Auszeichnungen
- 2008 Silbermedaille bei der U20-Junioren-Weltmeisterschaft

## Elitserien-Statistik
(Stand: Ende der Saison 2010/11)